# Borís Perchatkin
Borís Gueórguievich Perchátkin (en ruso: Бори́с Гео́ргиевич Перча́ткин) (nacido el 01/07/1946) es el participante más famoso del movimiento de emigración religiosa de Najodka de finales de los años 1970 y principios de los 1980, un activista de derechos humanos que presionó en los Estados Unidos para la adopción de la “Enmienda Lautenberg” de 1989, a raíz de la cual aproximadamente 1 millón de personas de los países de la antigua URSS emigraron a Estados Unidos.

## Biografía
Borís Perchátkin nació en la familia de un piloto militar que murió en un accidente automovilístico poco después del nacimiento de Borís. Algún tiempo después de la muerte de su primer marido, la madre de Borís se volvió a casar con un militar, que en 1953 fue arrestado por no seguir órdenes durante los disturbios y condenado a 25 años de exilio en los campos de Vorkuta. A la edad de 16 años, Borís fundó una iglesia pentecostal en la ciudad de Najodka, a la que se unió. Posteriormente recopiló información sobre la persecución de los creyentes y la compartió activamente con periodistas extranjeros.
En 1976, Borís Perchátkin, junto con sus asociados Vasíly Pátrushev, V. A. Burlachenko y Vladímir Stepanov, establecieron contacto con disidentes en Moscú y recibieron recomendaciones "para dirigir la ola de emigración en una dirección organizada". Ese mismo año, un representante del Grupo Helsinki de Moscú, L.V. Voronina, llegó a Najodka. A partir de este año, Perchátkin buscó activamente la salida masiva de los pentecostales de la URSS. Ese mismo año, Perchátkin envió llamamientos a la ONU, al Consejo Mundial de Iglesias y a los jefes de Estado que firmaron los Acuerdos de Helsinki, en los que hablaba de la constante persecución de los creyentes en la URSS.
En 1977, junto con Nikolái Goretoi, habló en defensa de los disidentes arrestados Alexander Ginzburg, Yuri Orlov y Anatoly Sharansky, apelando a los cristianos del mundo en nombre de los pentecostales. Ese mismo año, junto con otros cristianos de diferentes confesiones, participó en una huelga de hambre pública, cuyo objetivo era obtener permiso para que los cristianos perseguidos abandonaran la URSS.
El 20 de diciembre de 1978, Perchátkin intentó enviar un telegrama de felicitación de Año Nuevo al presidente de los Estados Unidos Jimmy Carter a través de la oficina de correos de Najodka pidiéndole atención a quienes no tienen libertad de religión.
Desde 1979, llevó a cabo una labor organizativa para crear un Centro para creyentes con mentalidad migratoria en la URSS, afirmando ser su líder. En 1980 fue elegido secretario del creado Consejo de Iglesias pentecostales soviéticas inclinadas a emigrar. A finales de 1979, Perchátkin escribió una declaración "Al Congreso y al gobierno de los Estados Unidos, a los gobiernos de Canadá, Australia, Inglaterra, Alemania, Francia e Italia", en la que hablaba de la realidad soviética, las disposiciones del programa del PCUS sobre cuestiones religiosas en la URSS y esbozó la legislación soviética sobre cultos religiosos.
Fue el miembro más activo del comité de creyentes que solicitaron la emigración. . El gobierno soviético organizó la persecución de Perchátkin y su familia mediante la publicación de artículos en el periódico central de la ciudad: “Hipócritas al por mayor y al por menor”, “Convicciones de conveniencia”, “Antes de que sea demasiado tarde”, etc.
El 21 de agosto de 1980, Perchátkin fue arrestado en Najodka, y a finales de marzo de 1981 fue condenado en virtud del artículo 190.1 del Código Penal de la RSFSR por difundir “invenciones deliberadamente falsas que desacreditaban al Estado y al sistema social soviéticos” a 2 años de prisión. Según la emisora de radio Voice of America, durante la investigación y el juicio se utilizaron sustancias químicas contra Perchátkin, que le provocaron la pérdida del conocimiento.
En agosto de 1982, Perchátkin fue liberado y posteriormente continuó buscando el derecho a emigrar de la URSS. En febrero de 1983 fue arrestado nuevamente y luego condenado, en aplicación de la segunda parte del artículo 218 del Código Penal de la RSFSR, a un año y medio de prisión por portar ilegalmente arma blanca.
En 1987, Perchátkin compiló un informe para el Congreso de los Estados Unidos "Sobre el estado de la religión en la URSS". Este informe fue leído en el Congreso de los Estados Unidos y Perchátkin fue invitado a una reunión con el Secretario de Estado de los Estados Unidos Shultz para hablar sobre la migración religiosa, así como con el presidente del Corte Suprema de los Estados Unidos, Rehnquist y el Subsecretario de Estado de los Estados Unidos para Asuntos Religiosos. En mayo de 1988, cuando el presidente estadounidense Ronald Reagan llegó a la URSS en visita oficial para reunirse con Gorbachov, Perchátkin fue invitado a una reunión con la esposa de Reagan, Nancy Reagan, como parte de una delegación de 40 personas para discutir la cuestión de la libertad religiosa. en la URSS. El 30 de mayo de 1988, Perchátkin representó a los protestantes soviéticos en esta reunión. Durante aproximadamente dos horas, le contó a Nancy Reagan sobre la situación de la libertad de religión en la URSS, después de lo cual Nancy Reagan invitó a Perchátkin a leer un informe sobre la situación de la religión en la URSS ante el Congreso de los Estados Unidos.
El 26 de julio de 1988, Perchátkin emigró a Estados Unidos junto con toda su familia. El 4 de agosto habló en el Congreso de los Estados Unidos con un informe sobre el genocidio de los creyentes en la URSS, que posteriormente discutió con congresistas, senadores y diplomáticos. El resultado de estas discusiones fue la adopción en 1989 de la “Enmienda Lautenberg”, que lleva el nombre del senador demócrata de Nueva Jersey Frank Lautenberg. En la primera década de esta enmienda, alrededor de 350.000 inmigrantes religiosos entraron a Estados Unidos en virtud de ella, y en el período hasta 2010, alrededor de 1 millón. El éxodo masivo de pentecostales de Najodka comenzó en 1988, cuando 152 adultos se marcharon, sin contar los niños pequeños. En 1989, 45 pentecostales adultos emigraron de Najodka.
Mientras estaba en Estados Unidos, Perchátkin creó su propio sitio web, en el que describió los detalles de su arresto y encarcelamiento durante la lucha por la emigración y organizó la organización cristiana de derechos humanos ARRC (American-Russian Relief Committee).. También publicó un libro autobiográfico, "Senderos de fuego", que fue reimpreso varias veces.

## Menciones
Borís Perchátkin, entre otros presos políticos, fue mencionado por Andréi Sájarov en su artículo “La responsabilidad de los científicos”, escrito en 1981.